# Irène Dubettier
Irène Dubettier, née Irène Dubetier le 8 septembre 1921 à Lyon 3e et morte le 10 septembre 2015 au Muy, est une nageuse française, spécialisée en nage libre.

## Biographie
Irène Hortense Dubetier naît à Lyon en 1921, fille de Louis Dubetier, receveur à la Compagnie des omnibus et tramways de Lyon, et d'Hélène Marie Joséphine Beltramo, son épouse, fourreuse. La famille s'établit à Trévoux.
En 1935, elle remporte la victoire sur 1.500 mètres lors d'une compétition de natation sur le lac du Bourget. Qualifiée de « petite fille prodige » dans la presse, elle est repérée après avoir réalisé le temps de 3 min 27 s sur 200 mètres brasse, alors que le record est de 3 min 25 s.
Elle devient championne de France de natation en bassin de 50 mètres sur 100 mètres nage libre en 1938.
Mariée en 1942 à Villefranche-sur-Saône, elle ne fait plus parler d'elle par la suite.
Irène Dubetier meurt en 2015 au Muy, deux jours après son 94e anniversaire.